# Atlantische Hurrikansaison 2019
Die Atlantische Hurrikansaison 2019 begann offiziell am 1. Juni 2019 und endete am 30. November 2019. Während dieser Periode bilden sich üblicherweise im nördlichen Atlantischen Ozean die meisten Hurrikane, da nur zu dieser Zeit geeignete Bedingungen existieren, wie etwa ein warmer Ozean, feuchte Luft und wenig Windscherung, um die Bildung von tropischen Wirbelstürmen zu ermöglichen.
Die atlantische Hurrikansaison 2019 hatte durch die Bildung des subtropischen Sturms Andrea am 20. Mai einen Frühstart; es ist das fünfte Jahr hintereinander, dass sich vor dem 1. Juni ein tropischer Wirbelsturm im nördlichen Atlantischen Ozean bildet. Das ist das erste Mal seit Beginn der Satellitenbeobachtungen, dass dies geschah. Einen Zeitraum von vier aufeinanderfolgenden Jahren mit einem Frühstart der Saison gab es zuvor in den Jahren 1951–1954. Mit Hurrikan Dorian und Hurrikan Lorenzo gab es außerdem erstmals seit Beginn der satellitengestützten Beobachtung in vier aufeinanderfolgenden Jahren mindestens einen Kategorie-5-Hurrikan. Die Saison zählt zudem zu den wenigen Saisons, in denen sich mehr als ein Kategorie-5-Hurrikan gebildet hat.
Mit Pablo hatte diese Saison den seit Beginn der Aufzeichnungen am weitesten östlich entstandenen Hurrikan und mit Lorenzo den bisher am weitesten östlich auftretenden Kategorie-5-Hurrikan.
Die Häufung katastrophaler und rekordverdächtiger Stürme lösen zunehmend Debatten über die Rolle der Klimakrise für deren Entstehung aus. Das Zurückführen eines einzelnen Sturms auf die Überhitzung des Klimasystems der Erde ist methodisch jedoch herausfordernd, sodass stattdessen Muster der Veränderung von Stürmen im Zeitverlauf betrachtet werden. Hierbei zeigt sich, dass Hurrikane mit zunehmender Überhitzung des Klimas in der Tat intensiver und zerstörerischer werden. Dafür finden sich auch in der Hurrikansaison 2019 deutliche Belege.
2021 zog die Weltorganisation für Meteorologie den Sturmnamen Dorian offiziell zurück.

## Saisonvorhersagen
Vor und während der Saison sagen mehrere nationale Wetterdienste und wissenschaftliche Institute voraus, wie viele benannte Stürme, Hurrikane und schwere Hurrikane – also Kategorie 3 und höher auf der Saffir-Simpson-Hurrikan-Windskala – sich während der Saison bilden bzw. sich in einem bestimmten Land auswirken. Zu diesen Agenturen gehören das Tropical Storm Risk (TSR) Consortium of University College London, die National Oceanic and Atmospheric Administration (NOAA) und die Colorado State University (CSU). Die Vorhersagen berücksichtigen wöchentliche und monatliche Änderungen der signifikanten Faktoren, die der Ermittlung der Zahlen der erwarteten tropischen Stürme, Hurrikane und schweren Hurrikane in dem jeweiligen Jahr dienen. Bei einigen dieser Vorhersagen wird auch berücksichtigt, was in vergleichbaren Hurrikansaisons passierte und in welchem Stadium sich die El Niño-Southern Oscillation (ENSO) befindet. Im Durchschnitt der Jahre 1981 bis 2010 ereigneten sich in der Hurrikansaison zwölf tropische Stürme, sechs Hurrikane und drei schwere Hurrikane, und der Index der Accumulated Cyclone Energy (ACE) lag zwischen 66 und 103.

### Vor der Saison
Die erste Prognose für das Jahr 2019 wurde am 11. Dezember 2018 durch TSR veröffentlicht und ging von einer leicht unterdurchschnittlichen Saison mit insgesamt 12 benannten Stürmen, fünf Hurrikanen und zwei schweren Hurrikanen aus, da TSR während der Saison El-Niño-Bedingungen erwartete. Die CSU gab ihre erste Prognose am 4. April bekannt. Diese beinhaltete eine fast durchschnittliche Hurrikansaison mit 13 benannten Stürmen, fünf Hurrikanen und zwei schweren Hurrikanen. TSR veröffentlichte am 5. April eine aktualisierte Vorhersage, die die vorherige Prognose bestätigte. Die North Carolina State University sagte am 16. April eine leicht überdurchschnittliche Aktivität mit 13–16 benannten Stürmen, 5–7 Hurrikanen und 2–3 schweren Hurrikanen voraus. The Weather Company prognostizierte am 6. Mai gleichfalls eine leicht überdurchschnittliche Saison voraus, mit 14 benannten Stürmen, 7 Hurrikanen und schweren Hurrikanen. Das britische Met Office ging in seiner Vorhersage vom 21. Mai von 13 benannten Stürmen, 7 Hurrikanen und drei schweren Hurrikanen sowie einer Accumulated Cyclone Energy von 109 aus. Die erste Prognose der NOAA wurde am 23. Mai bekanntgegeben. Sie nannte eine fast normale Saison mit 9–15 benannten Systemen, 4–8 Hurrikanen und 2–4 schweren Hurrikanen wahrscheinlich.

## Saisonverlauf
Die Saison begann das fünfte Jahre in Folge vor ihrem offiziellen Beginn, da sich am 20. Mai der Subtropische Sturm Andrea bildete.

## Stürme

### Subtropischer Sturm Andrea
Am 17. Mai sagte das NHC erstmals die Bildung eines Tiefdruckgebietes südlich von Bermuda voraus, dem das Potenzial für eine spätere Entwicklung in einen tropischen oder subtropischen Sturm zuerkannt wurde. Am nächsten Tag entwickelte sich östlich der Bahamas ein langgezogenes Gebiet mit Bewölkung und Gewittern. Diese Störung organisierte sich während der beiden folgenden Tage nach und nach. Sie zog zunächst westwärts und dann nordwärts, doch mangelte es ihr noch an einer gut definierten Zirkulation. Allerdings ergab es sich spät am 20. Mai bei einem Flug der Hurricane Hunters, dass sich ein gut definiertes Zentrum gebildet hatte, dessen andauernde Windgeschwindigkeiten Sturmstärke erreichten, sodass das mit einem Höhentief im Westen in Verbindung stehende System um 22:30 Uhr UTC als Subtropischer Sturm Andrea klassifiziert wurde. Schon kurze Zeit später erreichte er seine Spitzenintensität. Der frisch entstandene Sturm überstand jedoch nicht sehr lange, da er auf trockene Luft vom Süden und südliche Windscherung traf. Diese ungünstigen Bedingungen führten dazu, dass Andreas Konvektion zusammenfiel und der Sturm einen Tag später in ein Resttief zerfiel.

### Hurrikan Barry
Die Entstehung von Barry geht auf ein ostwärts ziehendes, nicht-tropisches Tief zurück, das am 2. Juli über Kansas identifiziert wurde. Am 7. Juli verlangsamte es über Georgia seine Zuggeschwindigkeit und änderte seinen Kurs auf Süd. Am 9. Juli erreichte das System den Golf von Mexiko, wo es südwestwärts zog und am 11. Juli zu einem tropischen Tiefdruckgebiet erklärt wurde. Als Tropensturm vor der Küste von Louisiana am 13. Juli 2019 in Nähe der Großstadt Lafayette wurden nicht allzuhohe Windgeschwindigkeiten beim Weiterzug über das Küstengebiet nach Norden erwartet, starke Überschwemmungen im Unwettergebiet um die Stadt Morgan City im US-Bundesstaat Louisiana und im Küstengebiet wurden vorhergesagt; die Elektrizität für etwa 30.000 Menschen war bereits vorher ausgefallen. Es gab eine Warnung vor Böen mit Hurrikangeschwindigkeit zwischen Intracoastal City und Grand Isle (Louisiana). Der bereits kurzzeitig zum Hurrikan der Kategorie 1 hochgestufte Sturm drehte dann jedoch nach Westen und aufs offene Meer direkt vor der Küstenlinie von Louisiana und Texas ab. Barry schwächte sich zunächst ab und traf dann im Laufe des Nachmittags (Central Standard Time) mit 9 km/h sehr langsam nach Norden und dann nach Westen ziehend bei Intracoastal City mit seinem Hauptzentrum und seinen ausgedehnten regenreichen Ausläufern auf die Küste. Im Südosten des nun abgeschwächten Sturmzentrums an Land waren in der Nacht auf Sonntag, den 14. Juli nach wie vor hohe Windgeschwindigkeiten über dem Meer vor der Küste von Texas und Louisiana zu erwarten. Der in den folgenden Tagen langsam nach Norden und dann nach Osten ziehende Sturm (vergleiche die Zugbahn oben) brachte Regengüsse und Gewitter bis nach Pennsylvania, die Feuchtigkeit traf mit einer ab etwa 20. Juli auftretenden kurzzeitigen Hitzewelle in New York und an der Ostküste zusammen, was diese mit schwüler Hitze teils sehr belastend machte.

### Tropisches Tiefdruckgebiet Drei
Am 21. Juli schrieb das National Hurricane Center einer atmosphärischen Störung einige Hundert Kilometer östlich der Bahamas das Potential zu, sich zu einem Sturm zu entwickeln. Am Abend des folgenden Tages wurde sie zu einem Tropischen Tiefdruckgebiet erklärt. Allerdings wurde nicht mehr davon ausgegangen, dass sich das System weiter intensivieren könnte. Bereits am 23. Juli löste sich das Tiefdruckgebiet wieder auf.

### Tropischer Sturm Chantal
Am 16. August wurde einem Bodentrog über dem nördlichen Florida ein kleines Potential zugesprochen, sich zu einem Sturm zu entwickeln. Das Tief zog in nordöstlicher Richtung auf den Atlantik hinaus. Aufgrund der beobachteten Rotation und entsprechender Windgeschwindigkeiten wurde das System am 21. August (UTC) etwa 1500 Kilometer östlich von New York zum Tropischen Sturm Chantal erklärt. Die Prognosen sagten eine östliche Zugrichtung entlang des nördlichen Rands eines Azorenhochs und allmähliches Abnehmen der Zuggeschwindigkeit voraus. Schon 24 Stunden später wurde Chantal wieder zu einem tropischen Tiefdruckgebiet herabgestuft. Nach zwei Tagen ostsüdöstlicher Zugrichtung änderte das sich weiter abschwächende System seine Zugrichtung auf Südsüdost und wurde in den Morgenstunden des 24. August (UTC) zu einem außertropischen Tiefdruckgebiet.

### Hurrikan Dorian
Am 19. August zog eine ausgedehnte tropische Welle von der Küste Afrikas westwärts. Am 22. August bildete sich zwischen den Kapverdischen Inseln und den Kleinen Antillen ein Tiefdruckgebiet. Es intensivierte sich und wurde am 24. August zum Tropischen Sturm Dorian. Am Abend des 26. August zog der Sturm über Barbados, wo der internationale Flughafen Grantley Adams vorübergehend geschlossen wurde. In Puerto Rico erklärte Gouverneurin Wanda Vázquez den Ausnahmezustand. Am 27. August zog der Sturm direkt über St. Lucia, wo die hohen Berge die bodennahe Zirkulation des Wirbelsturms störten. Ein neues Zentrum bildete sich anschließend nördlich des Inselstaates aus. Am Nachmittag des 28. August wurde der Sturm zu einem Hurrikan der Kategorie 1 hochgestuft. Puerto Rico wurde weitgehend vom Hurrikan verschont, jedoch wurde ein Todesfall im Zusammenhang mit dem Sturm verzeichnet. Anders als im Jahr 2017 Hurrikan Maria mit ähnlicher Zugbahn hatte sich der Wirbelsturm somit nicht über Land abgeschwächt. Lange Zeit war unsicher, ob und wo der Wirbelsturm die Ostküste der USA erreichen würde.

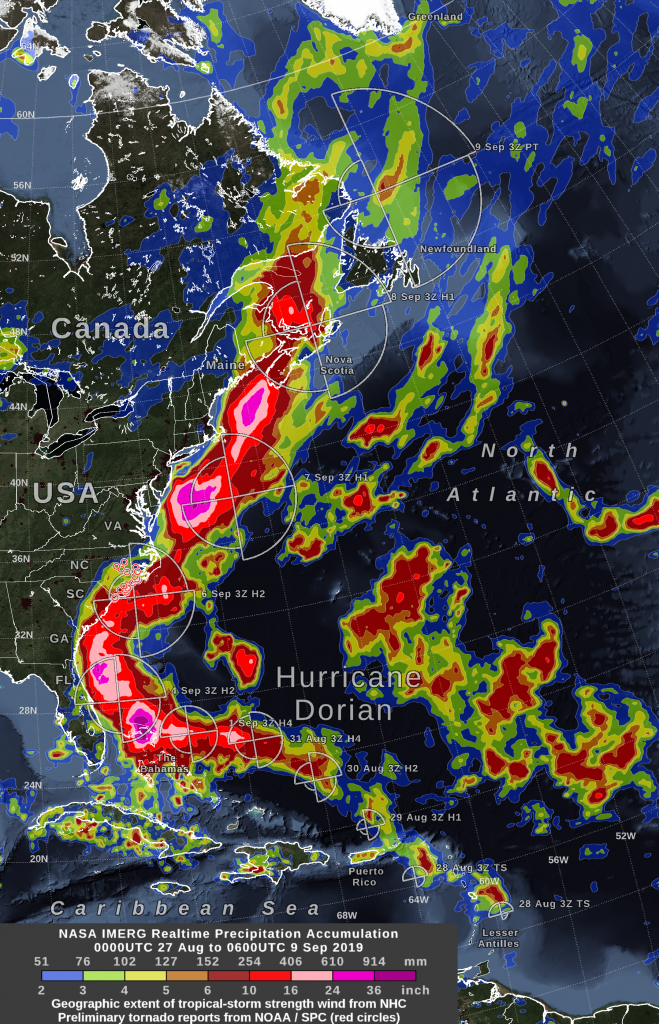
Von Dorian verursachte Niederschlagsmengen

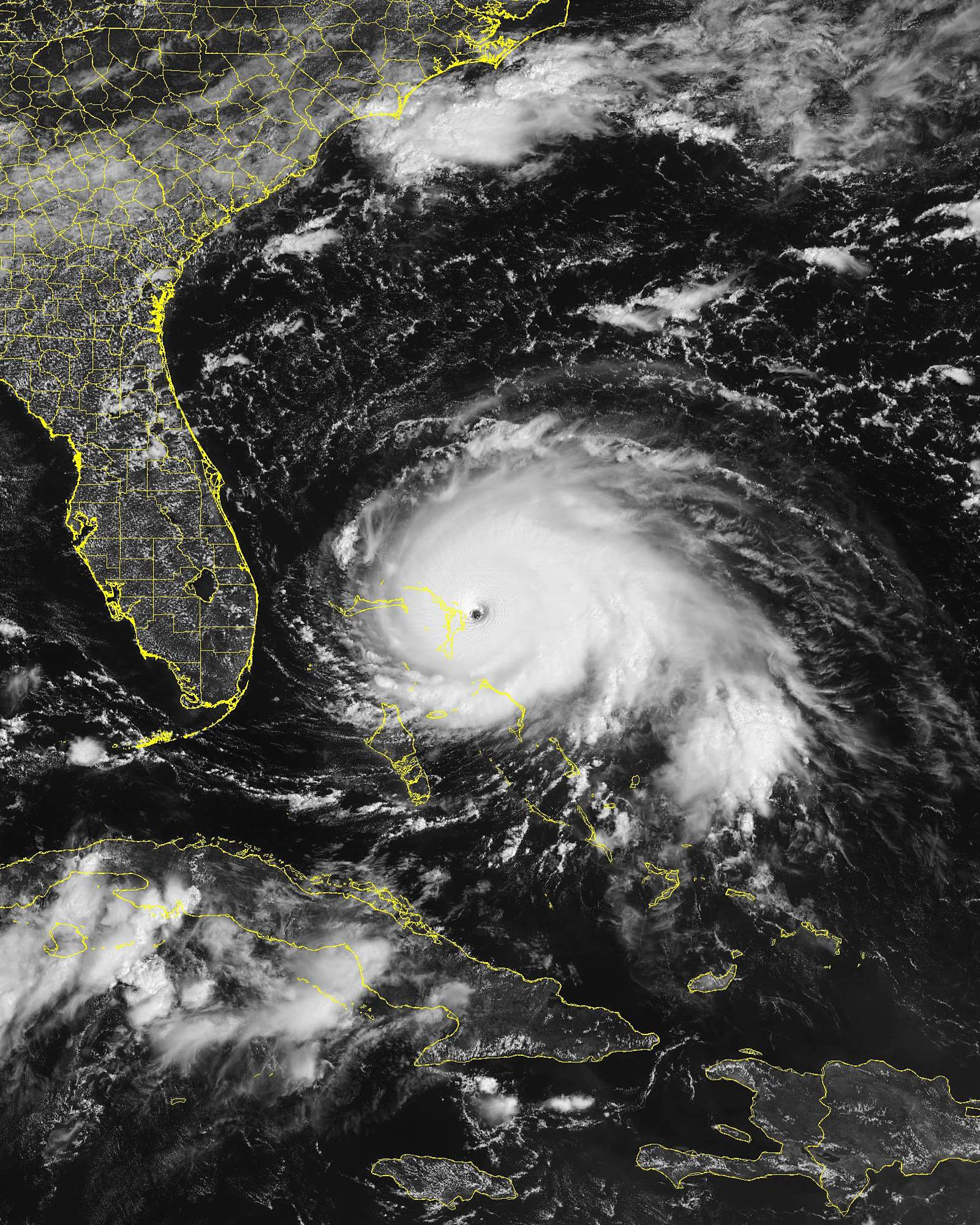
Dorian am 1. September bei Abaco

Am 30. August (US-Zeit) entwickelte er sich mit Windgeschwindigkeiten von 215 km/h zu einem Hurrikan der Kategorie 4 mit ausgeprägtem Auge. Zu diesem Zeitpunkt befand er sich etwa 650 km östlich der Bahamas. Der mit 19 km/h sehr langsam ziehende Hurrikan näherte sich im Laufe des 31. August von Osten her den nördlichen Bahamas. In den Morgenstunden des 1. September (Ortszeit EDT) wurde der Hurrikan auf Kategorie 5 hochgestuft. Er befand sich zu dieser Zeit rund 55 km östlich der Insel Great Abaco (nördliche Bahamas), die er am späten Nachmittag (UTC) bei Elbow Cay erreichte und mit Windböen von mehr als 350 km/h überquerte. Der Luftdruck des Tiefs hatte sich bis zu diesem Zeitpunkt (18:00 UTC) weiter bis auf 911 hPa abgesenkt, die Fläche mit Hurrikan-Windstärken hatte einen Radius von 75 Kilometern. In der Nacht von Sonntag auf Montag, den 2. September, kam Dorian über dem warmen Wasser um die Insel Grand Bahama in der Vorwärtsbewegung fast zum Stillstand, das Auge des Sturms hatte sich auf 20 Nautische Meilen ausgedehnt. Dadurch war die Insel mehr als 24 Stunden den stärksten Winden rund um das Auge ausgesetzt. Am 2. September ließ die Windstärke etwas nach und Dorian wurde auf einen Hurrikan der Kategorie 4 herabgestuft. Am selben Tag stellte der Orlando International Airport den Betrieb für kommerzielle Flüge ein.
Nach Angaben der IFRC wurden über 13.000 Gebäude auf den Bahamas beschädigt oder zerstört. Auf den Bahamas kamen mit Stand 28. Februar 2020 mindestens 74 Menschen ums Leben, Ende Oktober 2019 galten noch 282 Menschen als vermisst. Vermisste können auf den Bahamas gesetzlich erst nach sieben Jahren für tot erklärt werden. Laut Gesundheitsminister Duane Sands beträgt die tatsächliche Opferzahl des Hurrikans auf der Inselgruppe daher wohl mehr als 200 Menschen. Für die Bahamas war Dorian der stärkste Hurrikan seit Beginn moderner Aufzeichnungen; es gab Berichte von Sturmfluten mit teils 5 bis 7 Metern hohen Wellen auf den in weiten Teilen nur wenige Meter über dem Meeresspiegel aufragenden vom Sturm betroffenen Inseln. Infolge des Sturms wurden einzelne Landesteile der Bahamas aufgrund unbenutzbarer Straßen und Flughäfen voneinander abgeschnitten. Nach Angaben des UN-Nothilfekoordinators benötigten rund 70.000 Menschen des Staates, dessen Stromversorgung zudem ausfiel, akute Hilfe in Form von sauberen Trinkwasser, Notunterkünften, sowie Lebensmittel.
Am 3. September wurde Dorian zuerst auf Kategorie 3, später auf Kategorie 2 herabgestuft und er begann allmählich in Richtung Norden zu ziehen. Der Radius, in dem Hurrikan-Windstärken auftreten, wurde indes größer, er betrug nun 95 Kilometer. Sturmwarnungen galten für Küsten der US-Bundesstaaten Florida bis Virginia.
Tags darauf, am Abend des 4. September, stufte das National Hurricane Center den Hurrikan Dorian erneut in die Kategorie 3 ein. Für mehr als eine Million Bewohner der Küsten von North Carolina und South Carolina wurde die Evakuierung angeordnet. Am 5. September änderte der Hurrikan seine Zugrichtung auf Nordost und wurde im Laufe des Tages wieder auf Kategorie 2 zurückgestuft.
Am 6. September zog Dorian als Kategorie-1-Hurrikan über Cape Hatteras (North Carolina), durch Sturmfluten kam es zu Überschwemmungen auf den Outer Banks. Danach stieg seine Zuggeschwindigkeit auf über 40 km/h an. Im Zeitraum 4. bis 6. September wird die Entstehung von 21 Tornados in den USA auf Dorian zurückgeführt.
Am 7. September wurde der Sturm, kurz bevor sein Auge auf Nova Scotia traf, vom National Hurricane Center zu einem außertropischen Wirbelsturm erklärt. Seine Windgeschwindigkeit entsprach mit 155 km/h einem Hurrikan der Kategorie 2, Winde in Hurrikanstärke traten nun in einem Radius von 185 Kilometern, in Sturmstärke in einem Radius von 500 Kilometern um das Zentrum auf. In Nova Scotia verursachte er unter anderem großflächige Stromausfälle, von denen mehr als 330.000 Haushalte betroffen waren.
Im Laufe des 8. September schwächte sich der Sturm ab, um 20:00 Uhr Ortszeit lag die Windgeschwindigkeit bei 95 km/h. Er bewegte sich nun in ostnordöstlicher Richtung über den Atlantik und ging am 9. September schließlich in einem größeren Tiefdruckgebiet auf.
Dorian werden je drei indirekte Todesfälle in Florida und North Carolina zugeschrieben.

Die entstandenen Sachschäden auf den Bahamas beziffert die Interamerikanische Entwicklungsbank mit 3,4 Milliarden US-Dollar. Den durch Dorian in den Vereinigten Staaten entstandenen Sachschaden schätzt die nationale Wetterbehörde NOAA auf 1,6 Milliarden US-Dollar. Laut dem kanadischen Verband der Versicherungsunternehmen Insurance Bureau of Canada entstand durch den Sturm in Kanada ein Schaden von über 105 Millionen kanadische Dollar.

### Tropischer Sturm Erin
Am 21. August begann das National Hurricane Center eine westwärts ziehende atmosphärische Störung über den Bahamas zu beobachten. Als sie sich am 23. August an der Südspitze Florida befand, wurde ihr großes Potential zugesprochen, sich zu einem Sturm zu entwickeln. In der Folge zog das System in nordöstlicher Richtung auf den Atlantik hinaus, wo es sich am 26. August bei östlicher Zugrichtung zum Tropischen Tiefdruckgebiet Sechs intensivierte. Am Abend des folgenden Tages wurde es zum Tropischen Sturm Erin hochgestuft. Erin zog jetzt sehr langsam nach Westen. Am nächsten Tag zog Erin etwas schneller nach Nordnordwest und schwächte sich im Laufe des Tages aufgrund starker Scherwinde in höheren Luftschichten wieder zu einem tropischen Tiefdruckgebiet ab. Am 29. August wurde Erin zu einem außertropischen Sturmtief erklärt und ging in der Nacht in einem größeren Tiefdruckgebiet östlich von Kanadas auf.

### Tropischer Sturm Fernand
Ein vom Atlantik her kommendes Höhentief entwickelte sich im Golf von Mexiko zu einem ausgedehnten Tiefdruckgebiet. Am 3. September wurde es zu einem tropischen Tiefdruckgebiet hochgestuft und intensivierte sich noch am selben Tag zum tropischen Sturm Fernand. Die mexikanische Regierung gab für Teile der Küste von Tamaulipas eine Sturmwarnung aus. Dort traf der Sturm am 4. September ein und sorgte für starke Niederschläge, im Bundesstaat Nuevo León wurden bis zu 529 Liter Regen gemessen. Bei einer dadurch verursachten Sturzflut kam eine Person ums Leben. Der wirtschaftliche Schaden wurde von der Regionalregierung des Bundesstaates mit 383 Millionen US-Dollar beziffert. Der Sturm löste sich am 5. September kurz nach 0:00 Uhr UTC auf.

### Tropischer Sturm Gabrielle
Am 3. September entwickelte sich etwa 950 Kilometer westnordwestlich der Kapverdischen Inseln ein tropisches Tiefdruckgebiet. Am 4. September entwickelte es sich zu einem tropischen Sturm und erhielt den Namen Gabrielle. Er zog mit einer Geschwindigkeit von 30 km/h in nordwestlicher Richtung über den Atlantik. Am 6. September wurde Gabrielle auf den Status post-tropical cyclone herabgestuft, in einer nachträglichen Analyse zeigte sich jedoch, dass Gabrielle die Eigenschaften eines tropischen Sturms beibehielt. Zwar wurde eine weitere Abschwächung bis zum Abend erwartet, doch das System intensivierte sich noch am selben Tag wieder. Am 7. September änderte der Sturm seinen Kurs, er zog nun mit einer Geschwindigkeit von etwa 35 km/h in Richtung Westnordwest. Das Windfeld, in dem Sturmwinde auftraten, hatte einen Radius von 295 Kilometern um das Zentrum des Sturms. Am 8. September erreichte der Sturm mit Windgeschwindigkeiten von 100 km/h seine größte Stärke. Er begann seine Zugrichtung auf Nord zu ändern, am 9. September auf Nordost. Am 10. September wandelte sich Gabrielle in ein außertropisches Sturmtief, das sich am 11. September westlich der Britischen Inseln auflöste.

### Hurrikan Humberto
Am 12. September wurde eine atmosphärische Störung über den Bahamas zum Potentiellen Tropischen Wirbelsturm Neun erklärt. Das System bewegte sich in nordwestlicher Richtung und das National Hurricane Center erwartete, dass es sich in den nächsten ein bis zwei Tagen zu einem tropischen Wirbelsturm entwickeln würde. Am nächsten Tag erhielt das System zunächst die Bezeichnung Tropisches Tiefdruckgebiet Neun und am Abend wurde es aufgrund der beobachteten Intensivierung zum Tropischen Sturm Humberto erklärt. Am 14. September zog Humberto mit rund 10 km/h in nordnordwestlicher Richtung an den Abaco-Inseln vorbei. Am Abend des 15. September entwickelte sich der Sturm zu einem Hurrikan und änderte seine Zugrichtung auf Nordost. Im Laufe des 17. Septembers entwickelte sich Humberto zunächst zu einem Hurrikan der Stufe 2, er zog nun mit etwa 13 km/h in Richtung Ostnordost. Für Bermuda wurde eine Sturmwarnung ausgegeben. Bis zum Abend intensivierte er sich weiter zu einem Kategorie-3-Hurrikan. Humberto entwickelte sich zu einem großen Hurrikan, das Feld, in dem Winde mit Sturmstärke auftraten hatte am 18. September einen Radius von 315 Kilometer um das Zentrum, Winde in Hurrikanstärke kamen in einem Radius von 165 Kilometer vor. Über eine Minute andauernde Windgeschwindigkeiten betrugen bereits 195 km/h. Humberto zog unverändert nach Ostnordost, jetzt mit einer zunehmenden Zuggeschwindigkeit von 26 km/h. Im Laufe des Abends (lokaler Ortszeit) zog das Zentrum von Hurrikan Humberto in einer Entfernung von 120 Kilometern nördlich an Bermuda vorbei. Einige Häuser wurden beschädigt, etwa 28.000 Haushalte waren vorübergehend ohne Strom. Elf Personen wurden verletzt. Auch bei einem Flughafen auf Bermuda kam es zu Schäden. Die finanziellen Schäden auf der Inselgruppe werden auf über 25 Millionen US-Dollar geschätzt.

Am 19. September erreichte Humberto mit Windgeschwindigkeiten von 205 km/h seine größte Stärke, bevor er sich am selben Tag deutlich abschwächte und seine Zugrichtung auf Nordost änderte. In der Nacht auf den 20. September wandelte sich Humberto in ein ausgedehntes außertropisches Sturmtief. Sturmwinde traten in einem Radius von 610 Kilometern auf und näher am Zentrum zeigte er mit Windgeschwindigkeiten von 155 km/h immer noch Hurrikanstärke. Er zog nun mit 31 km/h nach Nordnordost. Es wurde eine allmähliche Abnahme der Zuggeschwindigkeit und ein östlicherer Kurs prognostiziert. Am 21. September machten sich Humberto ein letztes Mal mit Sturmwinden und Regenbändern auf der kanadischen Halbinsel Avalon und über der Neufundlandbank bemerkbar. Laut Vorhersage des National Hurricane Center soll sich der Sturm bis zum 22. September aufgelöst haben.
Zwei Todesfälle durch Ertrinken werden in den Vereinigten Staaten direkt auf Humberto zurückgeführt.

### Hurrikan Jerry
Am 13. September begann das National Hurricane Center damit, eine tropische Welle einige hundert Kilometer südsüdöstlich der Kapverdische Inseln hinsichtlich potentieller Intensivierung zu beobachten. Am 17. September wurde das System knapp 1600 Kilometer östlich von Barbados zum Tropischen Tiefdruckgebiet Zehn erklärt. Es zog mit einer Geschwindigkeit von 19 km/h in westnordwestliche Richtung. In den Morgenstunden des 18. September wurde das Tiefdruckgebiet zum zehnten benannten atlantischen Wirbelsturm des Jahres erklärt und erhielt den Namen Jerry. Im Laufe des 19. Septembers stellten NOAA Hurricane Hunters fest, dass Jerry Hurrikanstärke erreicht hatte. Am Abend wurde Jerry ein Kategorie-2-Hurrikan. In einem Radius von 130 Kilometern um sein Zentrum traten Winde mit Sturmstärke auf, Hurrikanstärke erreichten sie in einem Radius von 35 Kilometern.

Ab 20. September schwächte sich Jerry wieder ab, als Kategorie-1-Hurrikan zog er mit etwa 28 km/h nach Westnordwest und passiert dabei die nördlichen Inseln über dem Winde. In den frühen Morgenstunden des 21. September wurde Jerry zu einem tropischen Sturm herabgestuft und zog im Laufe des Tages nördlich an Puerto Rico vorbei. Am 22. September änderte Jerry die Zugrichtung auf Nordnordwest, am Abend des 23. September auf Nord. Am 25. September änderte er seine Zugrichtung auf Nordost und wandelte sich in ein posttropisches Sturmtief. Danach verlor er sehr rasch an Stärke. Er erreichte Bermuda nur mehr als Tiefdruckgebiet ohne anhaltende Winde in Sturmstärke, dabei entstanden keine Schäden.

### Tropischer Sturm Imelda
Ein seit 14. September vom NHC genauer beobachtetes Tiefdruckgebiet im Golf von Mexiko zog langsam nach Westen. In den frühen Morgenstunden des 17. September intensivierte sich das System in Küstennähe rasch, so dass es um 12:00 Uhr Ortszeit zum Tropischen Tiefdruckgebiet Elf und schon um 12:45 Uhr zum Tropischen Sturm Imelda erklärt wurde. Um diese Zeit erreichte der Sturm seine maximale Intensität, während sein Zentrum auf die texanische Küste traf. Um 13:00 Uhr zog sein Zentrum in nördlicher Richtung und mit einer Geschwindigkeit von 11 km/h  über Freeport und sorgte für sehr intensive Niederschläge. Über dem Land wurde eine Abschwächung des Sturms erwartet und schon am Abend desselben Tages wurde Imelda wieder zu einem tropischen Tiefdruckgebiet herabgestuft.

Die von Imelda verursachten Niederschläge sorgten für große Schäden, in Teilen von Texas wurde der meiste Regen seit Hurrikan Harvey 2017 registriert. Mit stellenweise bis zu 1092 Litern pro Quadratmeter liegt Imelda an siebter Stelle der niederschlagsreichsten tropischen Wirbelstürme, die je in den USA auf Land getroffen sind. Es kam zu großflächigen Überschwemmungen, speziell in Jefferson County und in Harris County mit der Millionenstadt Houston. Fünf Menschen kamen dabei um, ein Mann starb durch Blitzschlag. Bei Rettungseinsätzen mussten mehr als 1000 Menschen aus den Fluten gerettet werden. Viele verlassene Autos standen auf überfluteten Straßen in der Stadt. In Houston mussten mehr als 900 Flüge gestrichen werden. Zahlreiche Schulen blieben geschlossen. Auch im Südwesten von Louisiana sorgte Imelda für Überschwemmungen, am Flughafen von Baton Rouge überschlugen sich durch Windböen vier Flugzeuge und die Tore mehrere Flugzeughallen wurden aus den Angeln gerissen. Mindestens zwei Tornados wurden durch den Sturm ausgelöst. Der wirtschaftliche Schaden durch Imelda wird auf fast 5 Milliarden US-Dollar geschätzt.

### Tropischer Sturm Karen
Am 18. September begann das NHC, eine tropische Welle zu beobachten, die sich einige hundert Kilometer westlich der Kapverdischen Inseln geformt hatte. Eine Intensivierung in der Region der Kleinen Antillen einige Tage später wurde für möglich gehalten. Am Morgen des 22. September entwickelte sich das System etwa 165 Kilometer östlich von Grenada zum Tropischen Sturm Karen, ihre Winde erreichten in einem Radius von 205 Kilometern um das Zentrum Sturmstärke. Karen zog mit etwa 15 km/h in westnordwestliche Richtung. Sturmwarnungen wurden für mehrere Inseln der Kleinen Antillen ausgerufen. Auf Tobago verursachte Karen Überschwemmungen und Stromausfälle durch umgestürzte Strommasten, und auch in Venezuela sorgten starke Niederschläge für Überschwemmungen. Am 23. September änderte sich allmählich die Zugrichtung auf Nordnordwest. Forschungsflugzeuge fanden kaum noch eine durchgehende Windzirkulationen vor, weshalb sie am Nachmittag wieder zu einem tropischen Tiefdruckgebiet herabgestuft wurde. Am 24. September intensivierte sich das System wieder zu einem tropischen Sturm, bildete ein neues Zentrum aus und zog mit 11 km/h in nördlicher Richtung. Am Abend überquerte der Sturm Puerto Rico und die Amerikanischen Jungferninseln und verursachte intensive Regenfälle. Lokal fielen bis zu 200 Liter Regen, aber abgesehen von einer zerstörten Brücke auf Puerto Rico wurden keine größeren Schäden berichtet. In den nächsten Tagen zog Karen in nord- bis nordöstlicher Richtung. Am 27. September wurde Karen zunächst zu einem tropischen Tiefdruckgebiet herabgestuft, das sich wenige Stunden später in einen Bodentrog auflöste.

### Hurrikan Lorenzo
Aufgrund der günstigen atmosphärischen Bedingungen für die Entwicklung eines Sturms wurde vom NHC seit 19. September die Zugbahn einer tropischen Welle über Westafrika beobachtet. Am 22. September erreichte das System den Ozean und zeigte deutliche Anzeichen einer beginnenden Zyklogenese. In den Morgenstunden des 23. Septembers wurde es zum Tropischen Tiefdruckgebiet Dreizehn erklärt. Zu dem Zeitpunkt befand es sich knapp 600 Kilometer südöstlich der Kapverdischen Inseln und zog mit 26 km/h westwärts. Am Nachmittag entwickelte es sich zu einem tropischen Sturm und erhielt den Namen Lorenzo. Am 24. September zog Lorenzo westnordwestlich und wurde kontinuierlich stärker.
Am 25. September wurde Lorenzo zum fünften atlantischen Hurrikan der Saison erklärt, über Nacht bildete sich seine Eyewall neu und danach setzte eine rapide Intensivierung ein. Am Morgen des 26. September wurde er mit Kategorie 3 zum dritten schweren Hurrikan der Saison im Atlantik erklärt, einige Stunden später erreichte er mit andauernden Windgeschwindigkeiten von 215 km/h Kategorie 4. Lorenzo ist ein großer Wirbelsturm, der Radius seines Windfelds, in dem Sturmwinde auftreten beträgt 405 Kilometer, in einem Radius von 75 Kilometern um sein Zentrum herrschen Winde in Hurrikanstärke. Am 26. September änderte er seine Zugrichtung auf Nordnordwest und erreichte in der Nacht auf den 27. September mit anhaltenden Winden von 230 km/h seine größte Intensität. Laut Prognosen sollte der Hurrikan darauf allmählich an Stärke verlieren und seine Zugrichtung über die nächsten Tage auf Nordost ändern.
Tatsächlich schwächte er sich zunächst auf einen schwachen Kategorie-3-Hurrikan ab, intensivierte sich jedoch nach einer weiteren Eyewall-Neubildung am 28. September erneut auf Kategorie 4 und in der Nacht vom 28. auf den 29. September sogar auf Kategorie 5 mit andauernden Windgeschwindigkeiten von 260 km/h.
Bis 30. September hatte er sich wieder auf Kategorie 2 abgeschwächt, er zog nun mit zunehmender Geschwindigkeit in nordnordöstliche Richtung, ab Abend dann in nordöstlicher Richtung. Lorenzo hatte inzwischen einen großen Durchmesser; In einem Radius von 555 Kilometern um sein Zentrum traten Sturmwinde auf, Winde in Hurrikanstärke in einem Radius von 165 Kilometern. Es wurde eine Sturmwarnung für die Azoren ausgegeben. In der Nacht vom 1. auf 2. Oktober überquerte Lorenzo die Inselgruppe mit einer Zuggeschwindigkeit von 65 km/h. Es waren vor allem die westlichen Inseln Flores und Corvo betroffen. Bäume und Strommasten wurden umgerissen, in mehreren Gemeinden fiel der Strom aus. Wellen erreichten Höhen von bis zu 20 Metern. Am Flughafen von Corvo wurden Windspitzen von bis zu 163 km/h gemessen. Der Hafen der Gemeinde Lajes das Flores wurde weitgehend zerstört. Der durch den Sturm verursachte finanzielle Schaden auf der Inselgruppe wird auf 330 Millionen Euro geschätzt. Über den Azoren schwächte sich der Hurrikan auf Kategorie 1 ab, er zeigte aber immer noch anhaltende Winde von 150 km/h. Sein Windfeld vergrößerte sich erneut, Sturmwinde traten in einem Radius von 630 Kilometern um das Zentrum auf, Hurrikanstärke erreichten sie in einem Radius von 240 Kilometern. Durch den Sturm verursachter hoher Wellengang erreichte mittlerweile die meisten Küsten des Nordatlantik.
Am 2. Oktober wandelte sich Lorenzo in ein außertropisches Orkantief um. Eine Kursänderung auf Südost wurde für den 3. oder 4. Oktober vorhergesagt. Für die Westküste Irlands wurde eine Sturmwarnung ausgerufen. Der Sturm blieb etwas länger als erwartet über dem Atlantik, wo er sich abschwächte. Erst in der Nacht von 3. auf 4. Oktober zog er über Irland, wo geringe Schäden entstanden. Es wurde eine Windspitze von 107 km/h registriert. Lokal kam es zu Überschwemmungen, bei etwa 20.000 Haushalten fiel vorübergehend die Stromversorgung aus. Wetterwarnungen wurden auch für den Südwesten von England und Teile von Wales ausgegeben, wo Sturmböen und starke Regenfälle erwartet wurden. Danach brachten die Reste von Lorenzo als Tiefdruckgebiet Wind und Niederschlag nach Mitteleuropa.
Am 26. September geriet der Hochseeschlepper Bourbon Rhode nahe dem Auge des Hurrikans in Seenot und berichtete in einem Notruf von Wassereinbruch. Er sank gegen Mittag UTC. Drei Besatzungsmitglieder konnten gerettet werden, vier wurden tot geborgen. Sieben weitere Mitglieder der Besatzung sind verschollen, es wird angenommen, dass sie umgekommen sind. Acht Personen kamen an der US-Atlantikküste um, wo der Hurrikan gefährliche Brandungen und Brandungsrückströme verursachte.

Lorenzo stellte einige meteorologische Rekorde auf. Bereits ab 26. September galt Lorenzo neben Hurrikan Gabrielle von 1989 als größter und stärkster Hurrikan im zentralen tropischen Atlantik seit Beginn der Aufzeichnungen. Mit seiner Intensivierung am Abend des 28. Septembers ist Lorenzo der erste Kategorie-5-Hurrikan, der jemals so spät und so weit östlich im Atlantik beobachtet wurde. Der bislang östlichste Kategorie-5-Hurrikan war Hurrikan Hugo 1989, der rund 1000 Kilometer weiter westlich diese Kategorie erreicht hatte. Lorenzo ist auch der atlantische Hurrikan mit dem geringsten Luftdruck östlich des 50. westlichen Längengrads.

### Tropischer Sturm Melissa
Am 5. Oktober zeichnete sich ab, dass sich ein Tiefdruckgebiet im westlichen Nordatlantik zwischen den Bahamas und der Ostküste der Vereinigten Staaten bilden würde, das sich potentiell zu einem  Sturm entwickeln könnte. Am 7. Oktober wurde ein weiterer Trog an der Südspitze Floridas beobachtet, von dem erwartet wurde, dass er sich mit dem Tiefdruckgebiet vereinigen würde, was am 10. Oktober eintrat. Das System zeigte nun bereits Winde in Sturmstärke. Am 11. Oktober wurde der Nor’easter etwa 300 Kilometer südlich von Nantucket zum Subtropischen Sturm Melissa erklärt. Sturmwinde traten in einem Radius von 555 Kilometer um das Zentrum auf. An einzelnen Küstenorten in New Jersey, Delaware und Maryland kam es zu Überschwemmungen durch Sturmfluten. Der Sturm bewegte sich im Schritttempo südsüdwestwärts, änderte am 12. Oktober seine Zugrichtung auf Ost und zog mit zunehmender Geschwindigkeit auf den Atlantik hinaus. Dabei änderte das System seine Charakteristik und wandelte sich zu einem tropischen Sturm mit einem kleineren Windfeld. Sturmwinde traten nur mehr in einem Radius von 95 Kilometer um das Zentrum auf. Am 14. Oktober wurde Melissa zu einem außertropischen Sturmtief, seine Auflösung wurde für den 15. Oktober prognostiziert.

### Tropisches Tiefdruckgebiet Fünfzehn
Ab 11. Oktober wurde über Westafrika eine tropische Welle in Verbindung mit einem ausgedehnten Tief beobachtet. Es erreichte zwei Tage später den Atlantik mit Regen und Gewittern und begann, stärker zu werden. Das langsam nordwestwärts ziehende Tief löste sich allmählich von der tropischen Welle. Am 14. Oktober wurde das System etwa 370 Kilometer vor der Küste Gambias zu einem tropischen Tiefdruckgebiet erklärt. Am 15. Oktober erreichte das System die östlichen Kapverdischen Inseln, wo es für starke Niederschläge sorgte und sich aufgrund trockener Luft und hoher Scherwinde in den frühen Morgenstunden des 16. Oktobers in einen Trog auflöste.

### Tropischer Sturm Nestor
Ein bereits seit 10. Oktober vom National Hurricane Center antizipiertes Tiefdruckgebiet über Zentralamerika wurde am 17. Oktober im Golf von Mexiko etwa 200 Kilometer östlich von Tampico zum Potential Tropical Cyclone 16 erklärt. Am 18. Oktober erhielt das System rund 400 Kilometer südlich von New Orleans aufgrund der zunehmend wohldefinierten Windzirkulation den Namen Tropischer Sturm Nestor. Nestor zeigte nun anhaltende Winde von 95 km/h und zog mit 35 km/h in nordöstlicher Richtung. Am 19. Oktober machten sich Sturmwinde an den Küsten des Florida Panhandle bemerkbar, während das Sturmsystem seine tropische Charakteristik verlor und sich in ein außertropisches Sturmtief wandelte. 10.000 Haushalte in Florida waren vorübergehend ohne Strom, mehrere Tornados wurden durch den Sturm ausgelöst. Gebäude und Fahrzeuge wurden beschädigt. Um 14:00 Uhr Ortszeit traf Nestor bei der Barriereinsel St. Vincent im Süden von Franklin County auf Land. Sein Windfeld hatte nun einen Radius von knapp 300 Kilometern, andauernde Winde zeigten Geschwindigkeiten bis 75 km/h. Sturmfluten und intensive Niederschläge verursachten Überschwemmungen in manchen Regionen Floridas. In Georgia sorgte Nestor ebenfalls für intensive Niederschläge, fällte vereinzelte Bäume und Strommasten. Auch in Georgia und South Carolina entstanden Tornados. Das Sturmtief überquerte mit zunehmender Zuggeschwindigkeit in nordöstlicher Richtung den Südosten der USA. Die Überreste von Nestor erreichten in der Nacht auf den 21. Oktobers bei North Carolina den Atlantik und gingen in einem Trog auf.

Es kamen keine Menschen durch direkte Sturmeinwirkung zu Schaden. Indirekt könnten drei Todesopfer bei einem Verkehrsunfall auf regennasser Fahrbahn auf Nestor zurückzuführen sein. Der wirtschaftliche Schaden durch den Sturm wird auf etwa 125 Millionen US-Dollar geschätzt, wobei der Großteil davon auf Tornados zurückgeführt wird, ein geringerer Anteil auf Sturmfluten. Das am stärksten von Tornados betroffene Gebiet war der Ort Kathleen in Florida, wo ein EF2-Tornado beträchtliche Schäden an mehr als 50 Häusern anrichtete.

### Tropischer Sturm Olga
Am Vormittag (Ortszeit) des 25. Oktobers bildete sich im Golf von Mexiko etwa 300 Kilometer östlich von Brownsville das Tropische Tiefdruckgebiet Siebzehn. Wenige Stunden später wurde es zu einem tropischen Sturm erklärt und erhielt den Namen Olga. Der Sturm zog mit 30 km/h nordnordostwärts. Das System vereinte sich noch am selben Tag mit einer Kaltfront und wurde dabei zu einem außertropischen Sturmtief. Am 26. Oktober traf es auf Land und sorgte für intensive Niederschläge im Mississippi-Tal. In Louisiana waren mehr als 130.000 Haushalte sowie der Flughafen von New Orleans ohne Strom, in Mississippi etwa 60.000 Haushalte. In Alabama wurde mindestens ein Tornado durch den Sturm ausgelöst. Ein Todesfall aufgrund eines umgestürzten Baums wird auf den Sturm zurückgeführt.

### Hurrikan Pablo
Eine Region im Süden eines langgestreckten Tiefdruckgebiets einige hundert Kilometer südwestlich der Azoren zeigte am 25. Oktober Anzeichen von Intensivierung, und wurde am selben Tag zum Tropischen Sturm Pablo erklärt. Während er in ein ausgedehntes Tiefdruckgebiet eingebettet war, das starke Winde und hohen Wellengang auf den Azoren verursachte, war Pablo selbst zunächst ein sehr kleiner Sturm, der Radius, in dem Winde mit Sturmstärke auftraten betrug nur 55 Kilometer. Er zog in ostsüdöstlicher Richtung und änderte seine Zugrichtung im Laufe des 26. Oktober auf Nordost. Dabei wurde er etwas stärker, zeigte anhaltende Winde von 95 km/h und ein etwas größeres Windfeld. In der Nacht auf den 27. Oktober passierte der Sturm mit zunehmender Zuggeschwindigkeit die östlichen Inseln der Azoren. Am 27. Oktober erreichte Pablo bei 18,3° westlicher Länge Hurrikan-Stärke. Obwohl er sich bereits über relativ kaltem Wasser befand, konnte er sich im Laufe des Tages noch weiter intensivieren und erreichte anhaltende Windgeschwindigkeiten von 130 km/h. In der Nacht auf den 28. Oktober schwächte sich Pablo wieder zu einem tropischen Sturm ab und änderte seine Zugrichtung auf Nord. Im Laufe des Tages wandelte er sich zu einem außertropischen Sturmtief, und ging in den ersten Stunden des 29. Oktober in dem größeren ihn umgebenden Tiefdruckgebiet auf.

Pablo ist meteorologisch bemerkenswert: Er ist der am weitesten östlich entstandene Hurrikan seit Beginn der Aufzeichnungen. Der bisheriger Rekordhalter Hurrikan Vince wurde 2005 bei 18,9° westlicher Länge zu einem Hurrikan. Zeitweise befand sich sein Zentrum gerade einmal 700 km westlich von Portugal. Pablo ist auch der bisher zweitweitest nördlich entstandene Hurrikan, der Rekordhalter ist ein unbenannter Hurrikan von 1971. Außergewöhnlich war ebenfalls die niedrige Wassertemperatur an der Stelle, wo sich der Hurrikan bildete. Normalerweise benötigen Hurrikans eine Wassertemperatur von mindestens 26 Grad für ihre Entstehung, bei Pablo lagen die Wassertemperaturen aber nur bei ca. 18 Grad. Da aber sehr niedrige Höhentemperaturen sowie ein Höhentief vorlagen, waren die Temperaturunterschiede zwischen Wasser und Höhenluft ausreichend groß für die Bildung des Hurrikans. Zudem war die Windscherung niedrig, was ebenfalls die Entstehung begünstigte.

### Subtropischer Sturm Rebekah
Am 30. Oktober intensivierte sich ein großes Tiefdruckgebiet im Nordatlantik und wurde zum Subtropischen Sturm Rebekah erklärt. Der Sturm zog ostwärts und begann sich am Abend des 31. Oktobers abzuschwächen. Am 1. November wurde das System ein außertropisches Tief und löste sich bald auf.

### Tropischer Sturm Sebastien
Ein schon einige Tage vorher antizipiertes Tiefdrucksystem wurde am 19. November etwa 420 Kilometer nordöstlich von Barbuda zum Tropischen Sturm Sebastien erklärt. Am 20. November wurde der nordwärts ziehende Sturm stärker und erreichte andauernde Windgeschwindigkeiten von 95 km/h. Am 21. November änderte er seinen Kurs und zog er mit relativ gleichbleibender Intensität und zunehmender Zuggeschwindigkeit in Richtung Nordost. Am 23. November erreichte Sebastien mit Windgeschwindigkeiten von 110 km/h seine größte Intensität. Als sich Sebastien in der Nacht auf den 25. November in der Nähe der Azoren in ein außertropisches Sturmtief wandelte, betrug seine Zuggeschwindigkeit 65 km/h. Das außertropische Sturmtief erreichte am 25. November noch einmal Windgeschwindigkeiten von 110 km/h. Auf den westlichen Inseln der Azoren wurden durch den Sturm einige Bäume gefällt und vereinzelt Dächer beschädigt.

## Sturmnamen
Die nachfolgende Namensliste wurde für die tropischen und subtropischen Stürme verwendet, die sich 2019 im Nordatlantik bildeten. Diese Liste ist dieselbe wie die während der Saison 2013 verwendete – mit Ausnahme des Namens Imelda, der Ingrid ersetzt hat.
| - Andrea - Barry - Chantal | - Dorian - Erin - Fernand | - Gabrielle - Humberto - Imelda | - Jerry - Karen - Lorenzo | - Melissa - Nestor - Olga | - Pablo - Rebekah - Sebastien |

Am 17. März 2021 gab das RA-VI Hurricane Committee der WMO bekannt, den Namen Dorian zu streichen und 2025 durch Dexter zu ersetzen. (Die 42. Sitzung des RA IV Hurricane Committee wurde wegen der COVID-19-Pandemie auf 2021 verschoben.)  Die übrigen Namen werden 2025 wiederverwendet.

## Saisonauswirkungen
Die nachfolgende Tabelle nennt alle tropischen Systeme der atlantischen Hurrikansaison 2019 und gibt außer ihren Namen die Dauer, die Spitzenintensität nach Einstufung des National Hurricane Centers und, soweit verfügbar und/oder zutreffend die Gesamtschadenssumme und die Zahl etwaiger Todesopfer an. Diese Werte schließen in der Regel Vorgängersysteme und außertropische Phasen des Systems ein. Die genannten Schadenssummen sind US-Dollar und beruhen auf Preisen von 2019.
| Name             | Dauer                           | Spitzenklassifikation      | andauernde Windgeschwindigkeiten | Luftdruck | betroffene Gebiete                                                                 | Schäden (USD)   | Tote      | Belege                                                         |
| ---------------- | ------------------------------- | -------------------------- | -------------------------------- | --------- | ---------------------------------------------------------------------------------- | --------------- | --------- | -------------------------------------------------------------- |
| Andrea           | 20. Mai bis 21. Mai             | Subtropischer Sturm        | 65 km/h                          | 1006 hPa  | Bermuda                                                                            | 0               | 0         | [ 241 ]                                                        |
| Barry            | 11. Juli bis 15. Juli           | Kategorie-1-Hurrikan       | 120 km/h                         | 991 hPa   | Louisiana                                                                          | 600 Mio.        | 1         | [ 19 ] [ 242 ]                                                 |
| Drei             | 22. Juli bis 23. Juli           | Tropisches Tiefdruckgebiet | 55 km/h                          | 1013 hPa  | Bahamas, Florida                                                                   | 0               | 0         | [ 243 ]                                                        |
| Chantal          | 21. August bis 24. August       | Tropischer Sturm           | 65 km/h                          | 1009 hPa  | Südosten der USA                                                                   | 0               | 0         | [ 244 ]                                                        |
| Dorian           | 24. August bis 9. September     | Kategorie-5-Hurrikan       | 295 km/h                         | 910 hPa   | Inseln über dem Winde, Bahamas, Ostküste der USA, Ostküste von Kanada              | mind. 5,08 Mrd. | mind. 81  | [ 34 ] [ 39 ] [ 51 ] [ 53 ] [ 67 ] [ 68 ] [ 69 ] [ 70 ] [ 71 ] |
| Erin             | 26. August bis 29. August       | Tropischer Sturm           | 65 km/h                          | 1005 hPa  |                                                                                    | 0               | 0         | [ 76 ]                                                         |
| Fernand          | 3. September bis 5. September   | Tropischer Sturm           | 85 km/h                          | 1000 hPa  | Nordosten von Mexiko                                                               | 383 Mio.        | 1         | [ 80 ] [ 85 ]                                                  |
| Gabrielle        | 3. September bis 11. September  | Tropischer Sturm           | 100 km/h                         | 995 hPa   |                                                                                    | 0               | 0         | [ 90 ]                                                         |
| Humberto         | 12. September bis 21. September | Kategorie-3-Hurrikan       | 205 km/h                         | 950 hPa   | Bahamas, Bermuda                                                                   | mind. 25 Mio.   | 2         | [ 106 ]                                                        |
| Jerry            | 17. September bis 25. September | Kategorie-2-Hurrikan       | 165 km/h                         | 976 hPa   |                                                                                    | 0               | 0         | [ 245 ]                                                        |
| Imelda           | 17. September bis 19. September | Tropischer Sturm           | 75 km/h                          | 1003 hPa  | Texas, Louisiana                                                                   | fast 5 Mrd.     | 6         | [ 128 ]                                                        |
| Karen            | 22. September bis 27. September | Tropischer Sturm           | 75 km/h                          | 1003 hPa  | Inseln über dem Winde, Trinidad und Tobago, Venezuela, Puerto Rico, Jungferninseln | gering          | 0         | [ 147 ]                                                        |
| Lorenzo          | 23. September bis 4. Oktober    | Kategorie-5-Hurrikan       | 260 km/h                         | 925 hPa   | Azoren, Britische Inseln                                                           | mind. 355 Mio.  | 19        | [ 179 ] [ 167 ]                                                |
| Melissa          | 11. Oktober bis 15. Oktober     | Tropischer Sturm           | 100 km/h                         | 994 hPa   | New Jersey, Delaware, Maryland                                                     | minimal         | 0         | [ 192 ]                                                        |
| Fünfzehn         | 14. Oktober bis 16. Oktober     | Tropisches Tiefdruckgebiet | 55 km/h                          | 1006 hPa  | Kapverdische Inseln                                                                | 0               | 0         | [ 195 ]                                                        |
| Nestor           | 18. Oktober bis 21. Oktober     | Tropischer Sturm           | 95 km/h                          | 996 hPa   | Florida, Georgia, South Carolina, North Carolina, Virginia                         | 125 Mio.        | 0         | [ 208 ]                                                        |
| Olga             | 25. Oktober bis 26. Oktober     | Tropischer Sturm           | 85 km/h                          | 998 hPa   | Louisiana, Mississippi, Alabama                                                    | 400 Mio.        | 1         | [ 213 ]                                                        |
| Pablo            | 25. Oktober bis 29. Oktober     | Kategorie-1-Hurrikan       | 130 km/h                         | 977 hPa   | Azoren                                                                             | 0               | 0         | [ 214 ]                                                        |
| Rebekah          | 30. Oktober bis 1. November     | Subtropischer Sturm        | 85 km/h                          | 982 hPa   |                                                                                    | 0               | 0         | [ 230 ]                                                        |
| Sebastien        | 19. November bis 25. November   | Tropischer Sturm           | 110 km/h                         | 991 hPa   | Azoren                                                                             | minimal         | 0         | [ 235 ] [ 237 ]                                                |
| Saison insgesamt |                                 |                            |                                  |           |                                                                                    |                 |           |                                                                |
| 20 Systeme       | 20. Mai bis 25. November        |                            | 295 km/h                         | 910 hPa   |                                                                                    |                 | mind. 111 |                                                                |

## Belege
1. ↑  Philip Klotzbach: The Atlantic has now had named storms form prior to 1 June in five consecutive years: 2015–2019. This breaks the old record of named storm formations prior to 1 June in four consecutive years set in 1951–1954. Twitter, 20. Mai 2019, abgerufen am 1. Juni 2019 (englisch).
2. ↑  Hurricane Dorian makes landfall in Bahamas with 'life-threatening' 185 mph winds. nbcnews.com, 1. September 2019, abgerufen am 1. September 2019 (englisch).
3. ↑  Sarah Gibbens: How warm oceans supercharge deadly hurricanes. In: nationalgeographic.com, 4. September 2019, abgerufen am 19. Oktober 2019 (englisch).
4. ↑  Weather panel ends use of Greek names for Atlantic hurricanes, retires deadly 2020 storms. In: The Washington Post. 17. März 2021. Abgerufen am 18. März 2021.
5. 1 2  Background Information: The North Atlantic Hurricane Season. In: Climate Prediction Center. National Oceanic and Atmospheric Administration, 9. August 2012, abgerufen am 13. Dezember 2013 (englisch).
6. 1 2  Mark Saunders, Lea Adam: Extended Range Forecast for Atlantic Hurricane Activity in 2019. Tropical Storm Risk, 11. Dezember 2018, abgerufen am 30. Mai 2019 (englisch).
7. 1 2  2019 Hurricane Season Expected to Be Near Average, Colorado State University Outlook Says. In: The Weather Channel. Abgerufen am 30. Mai 2019 (englisch).
8. 1 2  Mark Saunders, Lea Adam: April Forecast Update for North Atlantic Hurricane Activity in 2019. Tropical Storm Risk, 5. April 2019, abgerufen am 30. Mai 2019 (englisch).
9. 1 2  Tracey Peake: NC State Researchers Predict Normal 2019 Hurricane Season for East Coast. NC State University, 16. April 2019, abgerufen am 30. Mai 2019 (englisch).
10. 1 2  Jonathan Erdman, Brian Donegan: 2019 Hurricane Season Expected to be Slightly Above Average But Less Active Than Last Year. The Weather Company, 6. Mai 2019, abgerufen am 30. Mai 2019 (englisch).
11. 1 2  North Atlantic tropical storm seasonal forecast 2019. Met Office, 21. Mai 2019, abgerufen am 30. Mai 2019 (englisch).
12. 1 2  Lauren Gaches: NOAA predicts near-normal 2019 Atlantic hurricane season. NOAA, 23. Mai 2019, abgerufen am 30. Mai 2019 (englisch).
13. ↑  Eric S. Blake: Graphical Tropical Weather Outlook. National Hurricane Center, 17. Mai 2019, abgerufen am 30. Mai 2019 (englisch).
14. ↑  Stacy R. Stewart: Graphical Tropical Weather Outlook. National Hurricane Center, 18. Mai 2019, abgerufen am 30. Mai 2019 (englisch).
15. ↑  John P. Cangialosi: Subtropical Storm Andrea Special Discussion Number 1. National Hurricane Center, 20. Mai 2019, abgerufen am 30. Mai 2019 (englisch).
16. ↑  Stacy R. Stewart: Subtropical Storm Andrea Public Advisory Number 3. National Hurricane Center, 21. Mai 2019, abgerufen am 30. Mai 2019 (englisch).
17. ↑  Stacy Stewart: Subtropical Storm Andrea Discussion Number 3. National Hurricane Center, 21. Mai 2019, abgerufen am 30. Mai 2019 (englisch).
18. ↑  Richard Pasch: Post-Tropical Cyclone Andrea Discussion Number 5. National Hurricane Center, 21. Mai 2019, abgerufen am 30. Mai 2019 (englisch).
19. 1 2  John P. Cangialosi, Andrew B . Hagen, Robbie Berg: Tropical Cyclone Report: Hurricane Barry (AL022019). National Hurricane Center. 18. November 2019, abgerufen am 1. Dezember 2019 (englisch; PDF; 2,17 MB).
20. ↑  Erste Schäden durch Tropensturm "Barry" in Louisiana, SWR, 13. Juli 2019.
21. ↑  Hurricane Barry Advisory Number 13. National Hurricane Center. 13. Juli 2019, abgerufen am 3. September 2019 (englisch).
22. ↑  Sturm "Barry" trifft auf Südküste der USA, Spiegel Online, 13. Juli 2019.
23. ↑  Tropical Storm Barry Advisory Number 15 (englisch), National Hurricane Center, Nacht vom 13. auf 14. Juli 2019.
24. ↑  Hurricane Barry remnants to bring heavy downpours as heat wave builds in central Pa, PennLive.com, PA Media Group, 16. Juli 2019.
25. ↑  Dangerous Temperatures Grip New York City, The New York Times, 20. Juli 2019.
26. ↑  NHC Graphical Outlook Archive. National Hurricane Center. 21. Juli 2019, abgerufen am 4. September 2019 (englisch).
27. ↑  Tropical Depression Three Discussion Number 1. National Hurricane Center. 22. Juli 2019, abgerufen am 4. September 2019 (englisch).
28. ↑  Remnants Of Three Discussion Number 4. National Hurricane Center. 23. Juli 2019, abgerufen am 4. September 2019 (englisch).
29. ↑  NHC Graphical Outlook Archive. National Hurricane Center. 16. August 2019, abgerufen am 17. September 2019 (englisch).
30. ↑  Tropical Storm Chantal Discussion Number 1. National Hurricane Center. 20. August 2019, abgerufen am 17. September 2019 (englisch).
31. ↑  Tropical Depression Chantal Advisory Number 5. National Hurricane Center. 21. August 2019, abgerufen am 17. September 2019 (englisch).
32. ↑  Tropical Depression Chantal Advisory Number 11. National Hurricane Center. 23. August 2019, abgerufen am 17. September 2019 (englisch).
33. ↑  Post-Tropical Cyclone Chantal Advisory Number 13. National Hurricane Center. 23. August 2019, abgerufen am 17. September 2019 (englisch).
34. 1 2 3 4 5  Lixion A. Avila, Stacy R. Stewart, Robbie Berg, Andrew B. Hagen: Tropical Cyclone Report: Hurricane Dorian (AL052019). National Hurricane Center. 20. April 2019, abgerufen am 15. Mai 2020 (englisch; PDF; 22,5 MB).
35. ↑  NHC Graphical Outlook Archive. National Hurricane Center. 23. August 2019, abgerufen am 30. August 2019 (englisch).
36. ↑  Tropical Storm Dorian forms in Atlantic: See forecast track into next week. In: nola.com, 24. August 2019, abgerufen am 30. August 2019 (englisch).
37. ↑  Tropical storm Dorian: Puerto Rico braces for emergency as storm blows past Barbados. In: cnbc.com, 27. August 2019, abgerufen am 30. August 2019 (englisch).
38. ↑  Sturm „Dorian“ vor Puerto Rico zu Hurrikan hochgestuft. In: orf.at, 28. August 2019, abgerufen am 30. August 2019.
39. 1 2  Puerto Rico von Hurrikan „Dorian“ weitgehend verschont. In: orf.at, 29. August 2019, abgerufen am 30. August 2019.
40. ↑  Hurricane Dorian Discussion Number 28 (englisch), NOAA, 31. August 2019. Abgerufen am 31. August 2019.
41. ↑  Dorian strengthens into category four hurricane: NHC. In: Reuters. 31. August 2019. Abgerufen am 31. August 2019 (englisch).
42. ↑  Hurricane Dorian Intermediate Advisory Number 28A (englisch), NOAA, 31. August 2019. Abgerufen am 31. August 2019.
43. ↑  Hurricane Dorian Intermediate Advisory Number 32a. National Hurricane Center. 1. September 2019, abgerufen am 1. September 2019 (englisch)
44. ↑  „Dorian“ trifft auf die Bahamas. In: tagesschau.de, 2. September 2019, abgerufen am 15. Mai 2020.
45. ↑  Lixion Avila: Hurricane Dorian Intermediate Advisory Number 33A (englisch), NOAA, 1. September 2019 (18:00 UTC).
46. ↑  Pasch: Hurricane Dorian Discussion Number 36 (englisch), NOAA, 2. September 2019 (05:00 EDT).
47. ↑  Richard Luscombe: Hurricane Dorian: five dead as 'extreme destruction' inflicted on Bahamas. In theguardian.com. 3. September 2019, abgerufen am 3. September 2019 (englisch).
48. ↑  Hurricane Dorian Advisory Number 37. National Hurricane Center. 2. September 2019, abgerufen am 3. September 2019 (englisch).
49. ↑  Nach fünf Todesopfern auf den Bahamas schwächt sich Hurrikan Dorian ab. In: derstandard.at, 3. September 2019, abgerufen am 4. September 2019.
50. ↑  13,000 houses severely damaged or destroyed in Bahamas (englisch), The Guardian, 2. September 2019.
51. 1 2  NEMA update: Death Toll Rises to 74 post-Hurricane Dorian. In: bahamas.gov.bs, NEMA, 28. Februar 2020, abgerufen am 3. März 2020 (englisch).
52. ↑  Jacqueline Charles: The Bahamas have a tough road ahead. Dorian caused $3.4 billion worth of damage, report says. In: miamiherald.com, 16. November 2019, abgerufen am 19. November 2019 (englisch).
53. 1 2  Syann Thompson: Sands Calls For Govt To Agree Bigger Total For Victims Of Dorian. In: tribune242.com, 7. Januar 2020, abgerufen am 15. Mai 2020 (englisch).
54. ↑  „Dorian“ erschüttert die Bahamas, Tagesschau.de, 2. September 2019.
55. ↑  Hurricane Dorian Intermediate Advisory Number 40a. National Hurricane Center. 3. September 2019, abgerufen am 3. September 2019 (englisch).
56. ↑  Dorian now category 2 but expanding in size. In: theguardian.com, 3. September 2019, abgerufen am 3. September 2019 (englisch).
57. ↑  Hurricane Dorian Advisory Number 42. National Hurricane Center. 3. September 2019, abgerufen am 4. September 2019 (englisch).
58. ↑  Kategorie 3: Hurrikan-Zentrum stuft „Dorian“ wieder hoch. In: Spiegel Online. 5. September 2019, abgerufen am 5. September 2019.
59. ↑  Hurricane Dorian Advisory Number 47. National Hurricane Center. 4. September 2019, abgerufen am 5. September 2019 (englisch).
60. ↑  Christina Maxouris, Eric Levenson: Hurricane Dorian heads for the Carolinas, could bring 'life-threatening storm surge' to the coast. In: cnn.com, 5. September 2019, abgerufen am 5. September 2019 (englisch).
61. ↑  Hurricane Dorian Intermediate Advisory Number 48A. National Hurricane Center. 5. September 2019, abgerufen am 5. September 2019 (englisch).
62. ↑  Hurricane Dorian Intermediate Advisory Number 50. National Hurricane Center. 5. September 2019, abgerufen am 6. September 2019 (englisch).
63. ↑  Morgan Winsor, Emily Shapiro: Dorian buffets Massachusetts after causing 'catastrophic' flooding in North Carolina's Outer Banks. In: abcnews.go.com, 7. September 2019, abgerufen am 7. September 2019 (englisch).
64. ↑  Post-Tropical Cyclone Dorian Advisory Number 59. National Hurricane Center. 7. September 2019, abgerufen am 8. September 2019 (englisch).
65. ↑  Stromausfall in mehr als 300.000 kanadischen Haushalten. In: Spiegel Online. 8. September 2019. Abgerufen am 8. September 2019.
66. ↑  Post-Tropical Cyclone Dorian Advisory Number 63A. National Hurricane Center. 8. September 2019, abgerufen am 8. September 2019 (englisch).
67. 1 2  Mary Ellen Klas: Dorian claimed three lives in Florida. Two were men who fell while prepping for storm. In: miamiherald.com, 5. September 2019, abgerufen am 7. September 2019 (englisch).
68. 1 2  Number of hurricane-related deaths in NC rises to 3, governor says. In: charlotteobserver.com, 9. September 2019, abgerufen am 17. September 2019 (englisch).
69. 1 2  Damages and other impacts on Bahamas by Hurricane Dorian estimated at $3.4 billion: report. In: iadb.org, 15. November 2019, abgerufen am 18. Dezember 2019 (englisch).
70. 1 2  Adam B. Smith: 2010-2019: A landmark decade of U.S. billion-dollar weather and climate disasters. In: climate.gov, 8. Januar 2020, abgerufen am 19. März 2020 (englisch).
71. 1 2  Hurricane Dorian caused more than $100m in damage: report. In: ctvnews.ca, 4. Oktober 2019, abgerufen am 18. Dezember 2019 (englisch).
72. ↑  NHC Graphical Outlook Archive. National Hurricane Center. 21. August 2019, abgerufen am 14. September 2019 (englisch).
73. ↑  NHC Graphical Outlook Archive. National Hurricane Center. 23. August 2019, abgerufen am 14. September 2019 (englisch).
74. ↑  Tropical Depression Six Advisory Number 1. National Hurricane Center. 26. August 2019, abgerufen am 14. September 2019 (englisch).
75. ↑  Tropical Storm Erin Advisory Number 6. National Hurricane Center. 27. August 2019, abgerufen am 14. September 2019 (englisch).
76. 1 2 3  Eric S. Blake: Tropical Cyclone Report: Tropical Storm Erin (AL062019). National Hurricane Center. 15. November 2019, abgerufen am 18. Dezember 2019 (englisch; PDF; 1,08 MB).
77. ↑  Tropical Storm Erin Advisory Number 7. National Hurricane Center. 28. August 2019, abgerufen am 14. September 2019 (englisch).
78. ↑  Tropical Depression Erin Advisory Number 8. National Hurricane Center. 28. August 2019, abgerufen am 14. September 2019 (englisch).
79. ↑  Post-Tropical Cyclone Erin Advisory Number 11. National Hurricane Center. 29. August 2019, abgerufen am 14. September 2019 (englisch).
80. 1 2 3 4  Richard J. Pasch: Tropical Cyclone Report: Tropical Storm Fernand (AL072019). National Hurricane Center. 14. Januar 2020, abgerufen am 28. Januar 2020 (englisch; PDF; 973 kB).
81. ↑  Tropical Depression Advisory Number 2a. National Hurricane Center. 3. September 2019, abgerufen am 3. September 2019 (englisch).
82. ↑  Potential Tropical Cyclone Seven Public Advisory Number 1. National Hurricane Center. 3. September 2019, abgerufen am 3. September 2019 (englisch).
83. ↑  Tropical Storm Fernand Tropical Cyclone Update…Corrrected. National Hurricane Center. 4. September 2019, abgerufen am 4. September 2019 (englisch).
84. ↑  Tropical Depression Fernand Advisory Number 7. National Hurricane Center. 4. September 2019, abgerufen am 4. September 2019 (englisch).
85. 1 2  Daniela Wachauf: Fernand deja a su paso por NL una persona muerta. In: 24-horas.mx, 6. September 2019, abgerufen am 8. September 2019 (spanisch).
86. ↑  Remnants Of Fernand Advisory Number 8. National Hurricane Center. 4. September 2019, abgerufen am 5. September 2019 (englisch).
87. ↑  Tropical Depression Eight Advisory Number 1. National Hurricane Center. 3. September 2019, abgerufen am 3. September 2019 (englisch).
88. ↑  Tropical Storm Gabrielle Advisory Number 3. National Hurricane Center. 4. September 2019, abgerufen am 4. September 2019 (englisch).
89. ↑  Post-Tropical Cyclone Gabrielle Advisory Number 11. National Hurricane Center. 6. September 2019, abgerufen am 6. September 2019 (englisch).
90. 1 2 3 4  John L. Beven II: Tropical Cyclone Report: Tropical Storm Gabrielle (AL082019). National Hurricane Center. 3. Januar 2020, abgerufen am 28. Januar 2020 (englisch; PDF; 1,84 MB).
91. ↑  Post-Tropical Cyclone Gabrielle Advisory Number 12. National Hurricane Center. 6. September 2019, abgerufen am 6. September 2019 (englisch).
92. ↑  Tropical Storm Gabrielle Special Advisory Number 17. National Hurricane Center. 7. September 2019, abgerufen am 7. September 2019 (englisch).
93. ↑  Tropical Storm Gabrielle Special Advisory Number 23. National Hurricane Center. 8. September 2019, abgerufen am 9. September 2019 (englisch).
94. ↑  Tropical Storm Gabrielle Advisory Number 25…Corrected. National Hurricane Center. 9. September 2019, abgerufen am 9. September 2019 (englisch).
95. ↑  Post-Tropical Cyclone Gabrielle Advisory Number 29. National Hurricane Center. 10. September 2019, abgerufen am 10. September 2019 (englisch).
96. ↑  Potential Tropical Cyclone Nine Advisory Number 1. National Hurricane Center. 12. September 2019, abgerufen am 12. September 2019 (englisch).
97. ↑  Tropical Depression Nine Advisory Number 5. National Hurricane Center. 13. September 2019, abgerufen am 13. September 2019 (englisch).
98. ↑  Tropical Storm Humberto Advisory Number 6. National Hurricane Center. 13. September 2019, abgerufen am 14. September 2019 (englisch).
99. ↑  Tropical Storm Humberto Advisory Number 10. National Hurricane Center. 14. September 2019, abgerufen am 15. September 2019 (englisch).
100. ↑  Hurricane Humberto Advisory Number 14. National Hurricane Center. 15. September 2019, abgerufen am 17. September 2019 (englisch).
101. ↑  Hurricane Humberto Intermediate Advisory Number 19A. National Hurricane Center. 17. September 2019, abgerufen am 17. September 2019 (englisch).
102. ↑  Hurricane Humberto Intermediate Advisory Number 21A. National Hurricane Center. 17. September 2019, abgerufen am 17. September 2019 (englisch).
103. ↑  Hurricane Humberto Intermediate Advisory Number 24A. National Hurricane Center. 18. September 2019, abgerufen am 18. September 2019 (englisch).
104. ↑  Hurricane Humberto Intermediate Advisory Number 25A. National Hurricane Center. 18. September 2019, abgerufen am 19. September 2019 (englisch).
105. ↑  Humberto: the aftermath. In: royalgazette.com, 19. September 2019, abgerufen am 20. September 2019 (englisch).
106. 1 2 3  Stacy R. Stewart: Tropical Cyclone Report: Hurricane Humberto (AL092019). National Hurricane Center. 19. Februar 2020, abgerufen am 28. Februar 2020 (englisch; PDF; 4,78 MB).
107. ↑  Hurricane Humberto Advisory Number 27...Corrected. National Hurricane Center. 19. September 2019, abgerufen am 19. September 2019 (englisch).
108. ↑  Hurricane Humberto Advisory Number 29. National Hurricane Center. 19. September 2019, abgerufen am 20. September 2019 (englisch).
109. ↑  Post-Tropical Cyclone Humberto Discussion Number 30. National Hurricane Center. 19. September 2019, abgerufen am 20. September 2019 (englisch).
110. ↑  The Canadian Hurricane Centre has issued the final statement for Post-tropical storm #Humberto. Canadian Hurricane Centre auf Twitter. 21. September 2019, abgerufen am 22. September 2019 (englisch).
111. ↑  WOCN31 CWHX 211430 TROPICAL CYCLONE INFORMATION STATEMENT FOR EASTERN CANADA. Environment Canadia. 21. September 2019, abgerufen am 22. September 2019 (englisch).
112. ↑  Post-Tropical Cyclone Humberto Forecast/Advisory Number 30. National Hurricane Center. 20. September 2019, abgerufen am 20. September 2019 (englisch).
113. ↑  NHC Graphical Outlook Archive. Disturbance 2. National Hurricane Center. 13. September 2019, abgerufen am 17. September 2019 (englisch).
114. ↑  Tropical Depression Ten Advisory Number 1. National Hurricane Center. 17. September 2019, abgerufen am 17. September 2019 (englisch).
115. ↑  Tropical Storm Jerry Advisory Number 4. National Hurricane Center. 18. September 2019, abgerufen am 18. September 2019 (englisch).
116. ↑  Hurricane Jerry Advisory Number 9. National Hurricane Center. 19. September 2019, abgerufen am 19. September 2019 (englisch).
117. ↑  Hurricane Jerry Advisory Number 11. National Hurricane Center. 19. September 2019, abgerufen am 20. September 2019 (englisch).
118. ↑  Hurricane Jerry Intermediate Advisory Number 13A. National Hurricane Center. 20. September 2019, abgerufen am 20. September 2019 (englisch).
119. ↑  Tropical Storm Jerry Intermediate Advisory Number 15A. National Hurricane Center. 20. September 2019, abgerufen am 20. September 2019 (englisch).
120. ↑  Tropical Storm Jerry Advisory Number 20. National Hurricane Center. 22. September 2019, abgerufen am 23. September 2019 (englisch).
121. ↑  Tropical Storm Jerry Advisory Number 27. National Hurricane Center. 23. September 2019, abgerufen am 24. September 2019 (englisch).
122. ↑  Post-Tropical Cyclone Jerry Advisory Number 32. National Hurricane Center. 25. September 2019, abgerufen am 25. September 2019 (englisch).
123. ↑  Post-Tropical Cyclone Jerry Advisory Number 32. National Hurricane Center. 25. September 2019, abgerufen am 25. September 2019 (englisch).
124. ↑  Jerry: top details, updates. In: royalgazette.com, 25. September 2019, abgerufen am 26. September 2019 (englisch).
125. ↑  NHC Graphical Outlook Archive. Disturbance 4. National Hurricane Center. 14. September 2019, abgerufen am 18. September 2019 (englisch).
126. ↑  Tropical Depression Eleven Special Advisory Number 1. National Hurricane Center. 17. September 2019, abgerufen am 18. September 2019 (englisch).
127. ↑  Tropical Storm Imelda Tropical Cyclone Update. National Hurricane Center. 17. September 2019, abgerufen am 18. September 2019 (englisch).
128. 1 2 3 4 5  Andy Latto, Robbie Berg: Tropical Cyclone Report: Tropical Storm Imelda (AL112019). National Hurricane Center. 29. Januar 2020, abgerufen am 31. Januar 2020 (englisch; PDF; 2,22 MB).
129. ↑  Tropical Storm Imelda Discussion Number 2. National Hurricane Center. 17. September 2019, abgerufen am 18. September 2019 (englisch).
130. ↑  Tropical Depression Imelda Intermediate Advisory Number 2A. National Hurricane Center. 17. September 2019, abgerufen am 18. September 2019 (englisch).
131. 1 2  Margaret Toal, Sarah Mervosh, Mitchell Ferman: ‘I Can’t Do This’: Imelda Left Texas With at Least 5 Deaths and Historic Rainfall. In: nytimes.com, 21. September 2019, abgerufen am 21. September 2019 (englisch).
132. ↑  Meg Wagner, Paul P. Murphy, Mike Hayes, Fernando Alfonso: Serious flooding in Texas. In: cnn.com, 20. September 2019, abgerufen am 20. September 2019 (englisch).
133. ↑  Tropical Storm Imelda: two dead and more than 1,000 rescued as floods hit Texas. In: theguardian.com, 20. September 2019, abgerufen am 20. September 2019 (englisch).
134. ↑  NHC Graphical Outlook Archive. Disturbance 1. National Hurricane Center. 18. September 2019, abgerufen am 22. September 2019 (englisch).
135. ↑  Tropical Storm Karen Advisory Number 1. National Hurricane Center. 22. September 2019, abgerufen am 22. September 2019 (englisch).
136. ↑  Major flooding, fallen poles reported in Tobago due to Tropical Storm. In: looptt.com, 22. September 2019, abgerufen am 23. September 2019 (englisch).
137. ↑  Karen deja lluvias y viento en Venezuela. In: elnuevodia.com, 22. September 2019, abgerufen am 23. September 2019 (spanisch).
138. ↑  Tropical Storm Karen Intermediate Advisory Number 6A. National Hurricane Center. 23. September 2019, abgerufen am 24. September 2019 (englisch).
139. ↑  Tropical Depression Karen Advisory Number 7. National Hurricane Center. 23. September 2019, abgerufen am 24. September 2019 (englisch).
140. ↑  Tropical Storm Karen Advisory Number 9. National Hurricane Center. 24. September 2019, abgerufen am 24. September 2019 (englisch).
141. ↑  Tropical Storm Karen Intermediate Advisory Number 10A. National Hurricane Center. 24. September 2019, abgerufen am 25. September 2019 (englisch).
142. ↑  Tropical Storm Karen Advisory Number 11. National Hurricane Center. 24. September 2019, abgerufen am 25. September 2019 (englisch).
143. ↑  Faith Karimi, Steve Almasy: Tropical Storm Karen speeds up after soaking Puerto Rico and the Virgin Islands. In: cnn.com, 25. September 2019, abgerufen am 26. September 2019 (englisch).
144. ↑  David Cordero Mercado: El impacto de Karen en varios municipios del este fue menor a lo pronosticado. In: elnuevodia.com, 25. September 2019, abgerufen am 26. September 2019 (spanisch).
145. ↑  Tropical Depression Karen Advisory Number 22. National Hurricane Center. 27. September 2019, abgerufen am 27. September 2019 (englisch).
146. ↑  Remnants Of Karen Advisory Number 23. National Hurricane Center. 27. September 2019, abgerufen am 27. September 2019 (englisch).
147. 1 2  John P. Cangialosi, Nelsie A. Ramos: Tropical Cyclone Report: Tropical Storm Karen (AL122019). National Hurricane Center. 16. Dezember 2019, abgerufen am 28. Januar 2020 (englisch; PDF; 1,32 MB).
148. ↑  NHC Graphical Outlook Archive. Disturbance 3. National Hurricane Center. 19. September 2019, abgerufen am 23. September 2019 (englisch).
149. ↑  NHC Graphical Outlook Archive. Disturbance 2. National Hurricane Center. 22. September 2019, abgerufen am 23. September 2019 (englisch).
150. ↑  Tropical Depression Thirteen Advisory Number 1. National Hurricane Center. 22. September 2019, abgerufen am 23. September 2019 (englisch).
151. ↑  Tropical Storm Lorenzo Advisory Number 3...Corrected. National Hurricane Center. 22. September 2019, abgerufen am 23. September 2019 (englisch).
152. ↑  Tropical Storm Lorenzo Advisory Number 7. National Hurricane Center. 24. September 2019, abgerufen am 24. September 2019 (englisch).
153. ↑  Hurricane Lorenzo Advisory Number 10. National Hurricane Center. 25. September 2019, abgerufen am 25. September 2019 (englisch).
154. ↑  Hurricane Lorenzo Discussion Number 16. National Hurricane Center. 26. September 2019, abgerufen am 26. September 2019 (englisch).
155. 1 2 3  Hurricane Lorenzo Special Advisory Number 15. National Hurricane Center. 26. September 2019, abgerufen am 26. September 2019 (englisch).
156. ↑  Hurricane Lorenzo Advisory Number 16. National Hurricane Center. 26. September 2019, abgerufen am 26. September 2019 (englisch).
157. ↑  Hurricane Lorenzo Advisory Number 18. National Hurricane Center. 26. September 2019, abgerufen am 27. September 2019 (englisch).
158. ↑  Hurricane Lorenzo Discussion Number 21. National Hurricane Center. 27. September 2019, abgerufen am 27. September 2019 (englisch).
159. 1 2  Hurrikan «Lorenzo» zieht auf Europa zu. In: Nau.ch, 29. September 2019, abgerufen am 29. September 2019.
160. ↑  Hurricane Lorenzo Advisory Number 27. National Hurricane Center. 28. September 2019, abgerufen am 30. September 2019 (englisch).
161. ↑  Hurricane Lorenzo Advisory Number 34. National Hurricane Center. 30. September 2019, abgerufen am 30. September 2019 (englisch).
162. ↑  Hurricane Lorenzo Advisory Number 35. National Hurricane Center. 30. September 2019, abgerufen am 1. Oktober 2019 (englisch).
163. ↑  Fabian Ruhnau: Hurrikan LORENZO wird am Mittwoch auf die Azoren treffen. In: kachelmannwetter.com, 28. September 2019, abgerufen am 30. September 2019.
164. ↑  Hurricane Lorenzo Advisory Number 39. National Hurricane Center. 1. Oktober 2019, abgerufen am 2. Oktober 2019 (englisch).
165. ↑  Regenfälle und Orkanböen – Hurrikan „Lorenzo“ wütet über den Azoren. In: zdf.de, 2. Oktober 2019, abgerufen am 2. Oktober 2019.
166. ↑  Açores: Corvo apercebeu-se que não era "mais uma tempestadezinha". In: noticiasaominuto.com, 2. Oktober 2019, abgerufen am 2. Oktober 2019.
167. 1 2  Furacão "Lorenzo" provocou prejuízos de 330 milhões de euros. In: jn.pt, 14. Oktober 2019, abgerufen am 15. Mai 2020 (portugiesisch).
168. ↑  Hurricane Lorenzo Intermediate Advisory Number 39A. National Hurricane Center. 2. Oktober 2019, abgerufen am 2. Oktober 2019 (englisch).
169. ↑  Hurricane Lorenzo Discussion Number 40. National Hurricane Center. 2. Oktober 2019, abgerufen am 2. Oktober 2019 (englisch).
170. ↑  Post-Tropical Cyclone Lorenzo Advisory Number 41. National Hurricane Center. 2. Oktober 2019, abgerufen am 2. Oktober 2019 (englisch).
171. ↑  Rory Carroll: Hurricane Lorenzo: Ireland braces itself for powerful storm. In: theguardian.com, 2. Oktober 2019, abgerufen am 2. Oktober 2019 (englisch).
172. ↑  Storm Lorenzo: Power outages and flooding in Donegal. In: bbc.com, 4. Oktober 2019, abgerufen am 4. Oktober 2019 (englisch).
173. ↑  Ronan McGreevy, Rachel McLaughlin: ‘No major reported incidents’ as a result of Storm Lorenzo. In: irishtimes.com, 4. Oktober 2019, abgerufen am 4. Oktober 2019 (englisch).
174. ↑  Weather warnings as remnants of Hurricane Lorenzo hit Ireland and UK. In euronews.com. 4. Oktober 2019, abgerufen am 4. Oktober 2019 (englisch).
175. ↑  Florian Pfurtscheller: Nasser und windiger Samstag durch Ex-Hurrikan LORENZO. In: uwz.at, 4. Oktober 2019, abgerufen am 4. Oktober 2019.
176. ↑  Mike Schuler: Bourbon Rhode Sinks in Atlantic Ocean; Three Rescued – Update. In: gcaptain.com, 29. September 2019, abgerufen am 30. September 2019 (englisch).
177. ↑  Jan Wesner Childs: Three Rescued After Tugboat Sinks in Hurricane Lorenzo; NOAA Hurricane Planes Aid in Search. In: weather.com, 28. September 2019, abgerufen am 30. September 2019 (englisch).
178. ↑  Eoin O'Cinneide: Bourbon Rhode death toll rises as search continues. In: upstreamonline.com, 2. Oktober 2019, abgerufen am 4. Oktober 2019 (englisch).
179. 1 2  David A. Zelinsky: Tropical Cyclone Report: Hurricane Lorenzo (AL132019). National Hurricane Center. 16. Dezember 2019, abgerufen am 18. Dezember 2019 (englisch; PDF; 1,92 MB).
180. ↑  Jonathan Erdman: Hurricane Lorenzo a Threat to the Azores This Week After Becoming Easternmost Atlantic Category 5 on Record. In: weather.com, 30. September 2019, abgerufen am 30. September 2019 (englisch).
181. ↑  NHC Graphical Outlook Archive. Disturbance 2. National Hurricane Center. 5. Oktober 2019, abgerufen am 11. Oktober 2019 (englisch).
182. ↑  NHC Graphical Outlook Archive. Disturbance 3. National Hurricane Center. 7. Oktober 2019, abgerufen am 11. Oktober 2019 (englisch).
183. ↑  NHC Graphical Outlook Archive. Disturbance 2. National Hurricane Center. 10. Oktober 2019, abgerufen am 11. Oktober 2019 (englisch).
184. 1 2  Subtropical Storm Melissa Advisory Number 1. National Hurricane Center. 11. Oktober 2019, abgerufen am 11. Oktober 2019 (englisch).
185. ↑  Crisfield, Salisbury Officials Close Off Some Streets Due to Tidal Flooding. In: wboc.com, 12. Oktober 2019, abgerufen am 12. Oktober 2019 (englisch).
186. ↑  Katherine Scott: Storm off the coast causes flooding at Jersey Shore. In: 6abc.com, 12. Oktober 2019, abgerufen am 12. Oktober 2019 (englisch).
187. ↑  Maddy Lauria, Taylor Goebel: Subtropical Storm Melissa brings sunny day flooding to Delmarva through Friday night. In: delawareonline.com, 11. Oktober 2019, abgerufen am 12. Oktober 2019 (englisch).
188. ↑  Subtropical Storm Melissa Advisory Number 5. National Hurricane Center. 12. Oktober 2019, abgerufen am 12. Oktober 2019 (englisch).
189. 1 2  Tropical Storm Melissa Advisory Number 7. National Hurricane Center. 12. Oktober 2019, abgerufen am 13. Oktober 2019 (englisch).
190. ↑  Tropical Storm Melissa Discussion Number 6. National Hurricane Center. 12. Oktober 2019, abgerufen am 13. Oktober 2019 (englisch).
191. ↑  Post-Tropical Cyclone Melissa Advisory Number 13. National Hurricane Center. 14. Oktober 2019, abgerufen am 14. Oktober 2019 (englisch).
192. 1 2  Robbie Berg: Tropical Cyclone Report: Tropical Storm Melissa (AL142019). National Hurricane Center. 31. Dezember 2019, abgerufen am 16. Januar 2019 (englisch; PDF; 1,67 MB).
193. ↑  NHC Graphical Outlook Archive. Disturbance 3. National Hurricane Center. 11. Oktober 2019, abgerufen am 15. Oktober 2019 (englisch).
194. ↑  NHC Graphical Outlook Archive. Disturbance 1. National Hurricane Center. 13. Oktober 2019, abgerufen am 15. Oktober 2019 (englisch).
195. 1 2 3  Lixion A. Avila: Tropical Cyclone Report: Tropical Depression Fifteen (AL152019). National Hurricane Center. 1. November 2019, abgerufen am 18. Dezember 2019 (englisch; PDF; 778 kB).
196. ↑  Tropical Depression Fifteen Advisory Number 1. National Hurricane Center. 14. Oktober 2019, abgerufen am 15. Oktober 2019 (englisch).
197. ↑  Tropical Depression Fifteen Advisory Number 5. National Hurricane Center. 15. Oktober 2019, abgerufen am 16. Oktober 2019 (englisch).
198. ↑  Remnants Of Fifteen Advisory Number 7. National Hurricane Center. 16. Oktober 2019, abgerufen am 16. Oktober 2019 (englisch).
199. ↑  NHC Graphical Outlook Archive. Disturbance 2. National Hurricane Center. 10. Oktober 2019, abgerufen am 18. Oktober 2019 (englisch).
200. ↑  Potential Tropical Cyclone Sixteen Advisory Number 1. National Hurricane Center. 17. Oktober 2019, abgerufen am 18. Oktober 2019 (englisch).
201. ↑  Tropical Storm Nestor Intermediate Advisory Number 5A. National Hurricane Center. 18. Oktober 2019, abgerufen am 18. Oktober 2019 (englisch).
202. ↑  Post-Tropical Cyclone Nestor Advisory Number 9. National Hurricane Center. 19. Oktober 2019, abgerufen am 19. Oktober 2019 (englisch).
203. ↑  Tornadoes damage Florida homes as Nestor lashes Gulf Coast. In: cbsnews.com, 19. Oktober 2019, abgerufen am 19. Oktober 2019 (englisch).
204. ↑  Post-Tropical Cyclone Nestor Intermediate Advisory Number 9A. National Hurricane Center. 19. Oktober 2019, abgerufen am 19. Oktober 2019 (englisch).
205. ↑  Brendan Farrington, Terry Spencer: Nestor heads into Georgia after tornadoes damage Florida. In: kwqc.com, 19. Oktober 2019, abgerufen am 20. Oktober 2019 (englisch).
206. ↑  Brian Lada, Chaffin Mitchell: 8 tornadoes reported as Nestor lashes southeastern US. In: accuweather.com, 20. Oktober 2019, abgerufen am 20. Oktober 2019 (englisch).
207. ↑  Post-Tropical Cyclone Nestor Advisory Number 10. National Hurricane Center. 19. Oktober 2019, abgerufen am 20. Oktober 2019 (englisch).
208. 1 2 3  Andrew B. Hagen, Eric Blake, Robbie Berg: Tropical Cyclone Report: Tropical Storm Nestor (AL162019). National Hurricane Center. 28. Februar 2020, abgerufen am 3. März 2020 (englisch; PDF; 2,81 MB).
209. ↑  Tropical Depression Seventeen Advisory Number 1. National Hurricane Center. 25. Oktober 2019, abgerufen am 25. Oktober 2019 (englisch).
210. ↑  Tropical Storm Olga Advisory Number 2. National Hurricane Center. 25. Oktober 2019, abgerufen am 25. Oktober 2019 (englisch).
211. ↑  Post-Tropical Cyclone Olga Advisory Number 3. National Hurricane Center. 25. Oktober 2019, abgerufen am 26. Oktober 2019 (englisch).
212. ↑  Jan Wesner Childs: Tropical Storm Olga Spawns Tornado, Floods Roads, Downs Trees in South; Tens of Thousands Without Power. In: weather.com, 26. Oktober 2019, abgerufen am 26. Oktober 2019 (englisch).
213. 1 2  Richard J. Pasch, Robbie Berg, Andrew B. Hagen: Tropical Cyclone Report: Tropical Storm Olga (AL172019). National Hurricane Center. 19. März 2020, abgerufen am 19. März 2020 (englisch; PDF; 1,55 MB).
214. 1 2 3  John L. Beven II: Tropical Cyclone Report: Hurricane Pablo (AL182019). National Hurricane Center. 27. Januar 2020, abgerufen am 3. März 2020 (englisch; PDF; 1,45 MB).
215. ↑  NHC Graphical Outlook Archive. Disturbance 2. National Hurricane Center. 25. Oktober 2019, abgerufen am 25. Oktober 2019 (englisch).
216. ↑  Tropical Storm Pablo Advisory Number 1. National Hurricane Center. 25. Oktober 2019, abgerufen am 25. Oktober 2019 (englisch).
217. ↑  Tropical Storm Pablo Advisory Number 5. National Hurricane Center. 26. Oktober 2019, abgerufen am 26. Oktober 2019 (englisch).
218. ↑  Tropical Storm Pablo Advisory Number 7. National Hurricane Center. 27. Oktober 2019, abgerufen am 27. Oktober 2019 (englisch).
219. ↑  Hurricane Pablo Advisory Number 8. National Hurricane Center. 27. Oktober 2019, abgerufen am 27. Oktober 2019 (englisch).
220. ↑  Hurricane Pablo Advisory Number 9. National Hurricane Center. 27. Oktober 2019, abgerufen am 27. Oktober 2019 (englisch).
221. 1 2  Chris Dolce, Jonathan Erdman: Hurricane Pablo Forms in a Weird Atlantic Ocean Location. In: weather.com, 27. Oktober 2019, abgerufen am 27. Oktober 2019 (englisch).
222. ↑  Tropical Storm Pablo Advisory Number 10. National Hurricane Center. 27. Oktober 2019, abgerufen am 28. Oktober 2019 (englisch).
223. ↑  Post-Tropical Cyclone Pablo Advisory Number 12. National Hurricane Center. 28. Oktober 2019, abgerufen am 28. Oktober 2019 (englisch).
224. ↑  Post-Tropical Cyclone Pablo Discussion Number 12. National Hurricane Center. 28. Oktober 2019, abgerufen am 28. Oktober 2019 (englisch).
225. ↑  Felix Welzenbach: Hurrikan PABLO – noch nie soweit östlich! In: meteoerror.wordpress.com, 27. Oktober 2019, abgerufen am 27. Oktober 2019.
226. 1 2  Plötzlich war Hurrikan Pablo da: Rekord-Hurrikan bildet sich vor Europa. In: focus.de. 28. Oktober 2019, abgerufen am 29. Oktober 2019.
227. ↑  Subtropical Storm Rebekah Advisory Number 1. National Hurricane Center. 30. Oktober 2019, abgerufen am 30. Oktober 2019 (englisch).
228. ↑  Subtropical Storm Rebekah Advisory Number 6. National Hurricane Center. 31. Oktober 2019, abgerufen am 1. November 2019 (englisch).
229. ↑  Post-Tropical Cyclone Rebekah Advisory Number 7. National Hurricane Center. 1. November 2019, abgerufen am 1. November 2019 (englisch).
230. 1 2  Stacy R. Stewart: Tropical Cyclone Report: Subtropical Storm Rebekah (AL192019). National Hurricane Center. 9. Dezember 2019, abgerufen am 7. Januar 2020 (englisch; PDF; 1,27 MB).
231. ↑  NHC Graphical Outlook Archive. Disturbance 1. National Hurricane Center. 16. November 2019, abgerufen am 19. November 2019 (englisch).
232. ↑  Tropical Storm Sebastien Advisory Number 1. National Hurricane Center. 19. November 2019, abgerufen am 19. November 2019 (englisch).
233. ↑  Tropical Storm Sebastien Advisory Number 7. National Hurricane Center. 19. November 2019, abgerufen am 19. November 2019 (englisch).
234. ↑  Tropical Storm Sebastien Advisory Number 11. National Hurricane Center. 21. November 2019, abgerufen am 22. November 2019 (englisch).
235. 1 2 3  Daniel P. Brown: Tropical Cyclone Report: Tropical Storm Sebastien (AL202019). National Hurricane Center. 3. Februar 2020, abgerufen am 5. Februar 2020 (englisch; PDF; 2,3 MB).
236. ↑  Post-Tropical Cyclone Sebastien Advisory Number 23. National Hurricane Center. 24. November 2019, abgerufen am 25. November 2019 (englisch).
237. 1 2  Tempestade tropical Sebastien provoca ventania nos Açores. In: painelglobal.com.br, 25. November 2019, abgerufen am 26. November 2019 (portugiesisch).
238. ↑  WMO Hurricane Committee retires tropical cyclone names and ends the use of Greek alphabet. World Meteorological Organization, 17. März 2021, archiviert vom Original (nicht mehr online verfügbar) am 17. September 2021; abgerufen am 20. März 2021 (englisch).  Info: Der Archivlink wurde automatisch eingesetzt und noch nicht geprüft. Bitte prüfe Original- und Archivlink gemäß Anleitung und entferne dann diesen Hinweis.
239. ↑  Why 2019's Hurricane Dorian Wasn't Retired by the World Meteorological Organization. In: The Weather Channel. 30. März 2020, abgerufen am 11. Mai 2020 (englisch).
240. ↑  Tropical Cyclone Names#Atlantic. National Hurricane Center, abgerufen am 21. April 2017 (englisch).
241. ↑  Andrew S. Latto: Tropical Cyclone Report: Subtropical Storm Andrea (AL012019). National Hurricane Center. 6. August 2019, abgerufen am 18. Dezember 2019 (englisch; PDF; 920 kB).
242. ↑  Char Adams: Good Samaritans Form Human Chain to Rescue Swimmers from Rip Current in Florida. In: people.com, 15. Juni 2019, abgerufen am 1. September 2019 (englisch).
243. ↑  David A. Zelinsky: Tropical Cyclone Report: Hurricane Depression Three (AL032019). National Hurricane Center. 19. August 2019, abgerufen am 18. Dezember 2019 (englisch; PDF; 831 kB).
244. ↑  Robbie Berg: Tropical Cyclone Report: Tropical Storm Chantal (AL042019). National Hurricane Center. 25. Oktober 2019, abgerufen am 18. Dezember 2019 (englisch; PDF; 1,37 MB).
245. ↑  Daniel P. Brown: Tropical Cyclone Report: Tropical Storm Jerry (AL102019). National Hurricane Center. 11. Dezember 2019, abgerufen am 18. Dezember 2019 (englisch; PDF; 1,43 MB).